# Marienbad (groupe)
Pour les articles homonymes, voir Marienbad (homonymie).
Marienbad est un groupe de metal gothique et de doom metal allemand, originaire du land de Thuringe. Leur style musical se caractérise par une atmosphère déprimante, des paroles épisodiques et récits subjectifs ainsi qu'une instrumentalisation plutôt lente et limitée.

## Biographie
Le groupe est formé en 2010 par Blutkehle. Peu de temps après, un album est annoncé,. Le chanteur Michael « Blutkehle » Roth recrute Ronny « Yantit » Fimmel (du groupe Eisregen), Allen B. Konstanz (The Vision Bleak, Ewigheim) et West (Hämatom), avec lesquels il a joué dans le groupe Panzerkreutz. Leur premier album, Werk 1 - Nachtfall est publié le 27 mars 2011 au label Massacre Records,,. L'album est disponible en formats CD, digipack, ainsi qu'en version anglaise sous le titre Opus 1 – Nightfall.

## Style musical
Le groupe se concentre particulièrement sur le facteur littéraire du projet qui traite des légendes sombres autour d'une ville semi-fictive du nom de Marienbad dont le créateur et chanteur Michael « Blutkehle » Roth en a entendu parler par sa grand-mère dans sa jeunesse. Chaque chanson traite un épisode de cette vieille ville maudite qui avait été inondée pour la création d'un barrage. Les chansons parlent de la vie de ses habitants juste avant cette inondation en mettant aussi l'accent sur un groupe de gens qui refusaient de quitter la ville et qui mouraient dans son inondation. Le titre du premier album, Werk 1 - Nachtfall, suggère qu'il y aura d'autres albums qui seront créés sous le nom du projet. Roth qualifie le style musical du groupe comme de l'« epic dark metal »,.

## Membres
- Le chanteur et créateur du groupe est Blutkehle. Il est aussi le chanteur d'Eisregen, d'Ewigheim et de Panzerkreutz d'où il connaît les autres membres du groupe. De plus, il chante dans le groupe de black metal Goat Funeral et le groupe de death metal Eisblut.
- Le guitariste et claviériste du groupe est Ronny « Yantit » Fimmel. Il joue avec le chanteur Michael « Blutkehle » Roth comme batteur dans le groupe Eisregen. Il joue aussi comme guitariste avec plusieurs autres membres de Marienbad dans le groupe de black metal Panzerkreutz et dans le groupe de metal gothique Ewigheim. Il est également membre du groupe de death 'n' roll Transylvanian Beat Club où il joue aussi de la guitare.
- Le bassiste du groupe est connu sous le pseudonyme West, son vrai nom n'a pas encore été divulgué. Il joue aussi dans les groupes Panzerkreutz et depuis 2012 dans le groupe Eisregen comme bassiste avec Michael « Blutkehle » Roth et Ronny « Yantit » Fimmel. De plus, il est bassiste dans le groupe de groove metal bavarois Hämatom d'où vient son nom d'artiste West. Les trois autres membres de Hämatom portent les noms Sued, Ost et Nord, inspirés des quatre points cardinaux.
- Le batteur du groupe est Tobias Schönemann, mieux connu sous le pseudonyme d'Allen B. Konstanz. Son groupe principal est The Vision Bleak. Il a déjà collaboré avec les trois autres membres dans le projet Panzerkreutz et avec Yantit dans le groupe Ewigheim. Avant, il a été batteur pour le groupe de doom metal avant-gardiste Nox Mortis et pour le groupe de death metal mélodique Asgaia. Il soutient également le groupe de néofolk Empyrium en concert.